# بن بن
بن بن من الأساطير الفرعونية، هو التل الأزلي، أول تل يظهر على صفحة الماء حيث كانت المياه تغطي الأرض بالكامل طبقاً لمعتقدات قدماء المصريين. وكان الإله آتوم أول من تخطي على هذا التل، ثم خلق الإنسان وشكله من الطين. معنى اسم «آتوم» «تم» أي الكامل. يعتقد قدماء المصريين أن تل «بن بن» ظهر في هليوبوليس ولهذا انشأوا في هذا الموقع أول عاصمة في مصر.
يقترن تل بن بن الصخري بالإله سوكر والإله آتوم، وظهر هذا التل من المياه الأزلية الممثلة في الإله نون. وكانت المعابد القديمة تحتفظ بأحجار هرمية الشكل كتمثيل لتل بن بن.
شكلت قمم المسلات في مصر القديمة في شكل هرم صغير، وكانت تسمى «بنبنت».